# Riedseltz
Riedseltz település Franciaországban, Bas-Rhin megyében. Lakosainak száma 1130 fő (2022. január 1.). Riedseltz Wissembourg, Cleebourg, Ingolsheim, Seebach és Steinseltz községekkel határos.

## Népesség
A település népessége az elmúlt években az alábbi módon változott:
| Lakosok száma | 1103 | 1099 | 1126 | 1087 | 1098 | 1108 | 1119 | 1126 | 1130 |
|               | 2013 | 2015 | 2016 | 2017 | 2018 | 2019 | 2020 | 2021 | 2022 |